# 灰冠弯嘴鹛
灰冠弯嘴鹛（学名：[Pomatostomus temporalis] 错误：{{Lang}}：文本有斜体标记（帮助））是雀形目弯嘴鹛科的一种鸟类。
灰冠弯嘴鹛体重约74.99克，翼长约107.6毫米，嘴峰长约32.1毫米，喙宽度约4.4毫米，喙厚度约6.6毫米，跗蹠长约32.2毫米，尾长约110.2毫米。灰冠弯嘴鹛在其分布区内为留鸟，其栖息在半开放的中等高度的林地中，食性为肉食性，主要食物来源是陆生无脊椎动物。

## 亚种
- [P. t. strepitans] 错误：{{Lang}}：文本有斜体标记（帮助）：分布于新几内亚南部。
- [P. t. temporalis] 错误：{{Lang}}：文本有斜体标记（帮助）：分布于澳大利亚东部约克角半岛至维多利亚州中部和南澳大利亚州东南部。
- [P. t. rubeculus] 错误：{{Lang}}：文本有斜体标记（帮助）：分布于澳大利亚北部的西澳大利亚州至昆士兰州。[4]